# Love Letters from Elvis
Albums de Elvis Presley
You'll Never Walk Alone
(1971) C'mon Everybody
(1971)
Love Letters from Elvis est un album d'Elvis Presley sorti en juin 1971.

## Titres

### Face 1
1. Love Letters (Edward Heyman, Victor Young) – 2:53
2. When I'm Over You (Shirl Milete) – 2:28
3. If I Were You (Gerald Nelson) – 2:50
4. Got My Mojo Working (Preston Foster) – 4:36
5. Heart of Rome (Alan Blaikley, Ken Howard, Geoff Stephens) – 2:56

### Face 2
1. Only Believe (D. Paul Rader) – 2:49
2. This Is Our Dance (Les Reed, Geoff Stephens) – 3:16
3. Cindy, Cindy (Dolores Fuller, Buddy Kaye, Ben Weisman) – 2:33
4. I'll Never Know (Fred Karger, Sid Wayne, Ben Weisman) – 2:25
5. It Ain't No Big Thing (But It's Growing) (Shorty Hall, Alice Joy Merritt, Neal Merritt) – 2:49
6. Life (Shirl Milete) – 3:10